# Валлен, Эжен
Эжен Валлен (фр. Eugène Vallin; 13 июля 1856, Эрбевиллер, Лотарингия — 21 июля 1922, Нанси, Лотарингия) — французский художник периода модерна: архитектор, декоратор интерьера и проектировщик мебели. Один из представителей Школы Нанси.

## Биография
Эжен родился в Эрбевиллере департаменте Мёрт и Мозель региона Лотарингия. Учился в Школе изящных искусств в Нанси (l'École des beaux-arts de Nancy). Прошёл обучение столярному делу у своего дяди, мастерскую которого перенял в 1881 году. Выполнял многие архитектурно-декоративные и столярные работы в Нанси. Его первыми проектами были церковные интерьеры и мебель, но он быстро стал приверженцем «нового стиля» (ар-нуво), отчасти под влиянием Эмиля Галле, для которого создал двери его новой студии. Но более всего Эжен Валлен прославился своей мебелью, он проектировал интерьеры гостиных и столовых комнат особняков известных личностей города: Жана-Батиста «Эжена» Корбена, Шарля Массона, Альбера Бержере и других.
В 1895—1818 годах он построил новую студию и собственный дом на бульваре Лобау в Нанси, с помощью своего друга, архитектора Жоржа Бьета. Этот дом считается первым зданием в стиле «модерна» в Нанси.
В 1901 году вместе с Антоненом Домом и Луи Мажорелем Валлен стал одним из трёх вице-президентов совета директоров Школы Нанси. В 1909 году во время Международной выставки Восточной Франции, которая проходила в Нанси, он спроектировал павильон, в котором находится Школа Нанси, в сотрудничестве с Виктором Пруве, создавшим его фронтон. В архитектуре Эжен Валлен был одним из пионеров строительства из бетона, армированного сталью, — метод, который он использовал при строительстве павильона на Международной выставке.

## Галерея
- Здание префектуры на Площади Станислава в Нанси
- Дом Бьета. 1902. Нанси
- Mагазин Вокслер. Деталь витрины фасада. 1902. Нанси
- Магазин Вокслер. Деталь интерьера. 1901. Витраж Ж. Грубера
- Столовая особняка Шарля Массона. 1903—1906. Музей Школы Нанси
- Спальня. 1904. Музей Д’Орсе, Париж
- Двери студии Эмиля Галле в Нанси. 1897